# Sauber
Sauber Motorsport AG, tävlar som Stake F1 Team Kick Sauber, är ett schweiziskt formel 1-stall som tävlade under 1990-talet och den första halvan av 2000-talet, men som återvände till Formel 1 under säsongen 2010. De lämnade återigen inför säsongen 2019 efter att Alfa Romeo Racing tog deras plats. Stallet återvände till F1 som eget F1-stall för säsongen 2024. I januari 2023 blev det tyska bilmärket Audi minoritetsägare i Sauber och köpte hela stallet den 8 mars 2024. Sauber som stall kommer bli ersatt av Audi F1 till säsongen 2026.
Stallet har ända sedan starten varit baserat i Hinwil, Schweiz.

## Historik
Sauber grundades 1970 av Peter Sauber och tillverkade då öppna tvåsitsiga sportbilar. Man började under 1990-talet tillverka hightechracrar och började tävla i Formel 1 1993.
2005 köpte BMW Motorsport aktiemajoriteten i Sauber, som inför säsongen 2006 blev BMW Sauber.

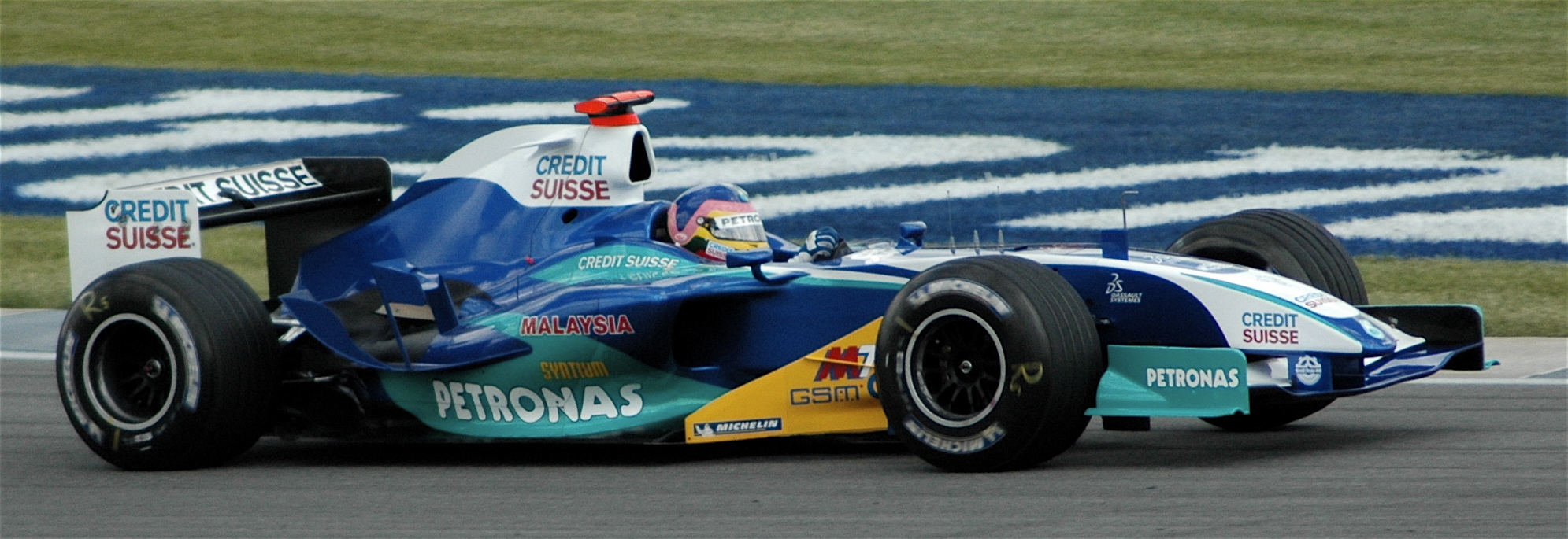
Felipe Massa i Sauber C24 från.

2010 återvände Sauber med sin modell C29 till startgridden då FIA gav honom besked att Toyota inte fick denna. Sauber ersatte BMW men tävlade med det registrerade namnet BMW Sauber F1 Team trots att BMW inte var inblandat på något vis.

## F1-säsonger
| Säsong | Tävlingsnamn              | Bil        | Motor               | Däck | Poäng | VM-plac. | Nr. | Förare 1                         | Nr. | Förare 2              | Övriga förare                       |
| ------ | ------------------------- | ---------- | ------------------- | ---- | ----- | -------- | --- | -------------------------------- | --- | --------------------- | ----------------------------------- |
| 1993   | Sauber                    | Sauber C12 | Sauber 3.5 V10      | G    | 12    | 6:a      |     | Karl Wendlinger                  |     | J.J. Lehto            |                                     |
| 1994   | Sauber Mercedes           | Sauber C13 | Mercedes 3.5 V10    | G    | 12    | 8:a      |     | J.J. Lehto                       |     | Heinz-Harald Frentzen | Andrea de Cesaris · Karl Wendlinger |
| 1995   | Red Bull Sauber Ford      | Sauber C14 | Ford Zetec-R 3.0 V8 | G    | 78    | 6:a      |     | Karl Wendlinger                  |     | Heinz-Harald Frentzen | Jean-Christophe Boullion            |
| 1996   | Red Bull Sauber Ford      | Sauber C15 | Ford Zetec-R 3.0 V8 | G    | 11    | 7:a      |     | Johnny Herbert                   |     | Heinz-Harald Frentzen |                                     |
| 1997   | Red Bull Sauber Petronas  | Sauber C16 | Petronas 3.0 V10    | G    | 16    | 7:a      |     | Johnny Herbert                   |     | Norberto Fontana      | Nicola Larini · Gianni Morbidelli   |
| 1998   | Red Bull Sauber Petronas  | Sauber C17 | Petronas 3.0 V10    | G    | 10    | 6:a      |     | Jean Alesi                       |     | Johnny Herbert        |                                     |
| 1999   | Red Bull Sauber Petronas  | Sauber C18 | Petronas 3.0 V10    | B    | 5     | 8:a      |     | Jean Alesi                       |     | Pedro Diniz           |                                     |
| 2000   | Red Bull Sauber Petronas  | Sauber C19 | Petronas 3.0 V10    | B    | 6     | 8:a      |     | Pedro Diniz                      |     | Mika Salo             |                                     |
| 2001   | Red Bull Sauber Petronas  | Sauber C20 | Petronas 3.0 V10    | B    | 21    | 4:a      |     | Nick Heidfeld                    |     | Kimi Räikkönen        |                                     |
| 2002   | Sauber Petronas           | Sauber C21 | Petronas 3.0 V10    | B    | 11    | 5:a      |     | Nick Heidfeld                    |     | Felipe Massa          | Heinz-Harald Frentzen               |
| 2003   | Sauber Petronas           | Sauber C22 | Petronas 03A        | B    | 19    | 6:a      |     | Nick Heidfeld                    |     | Heinz-Harald Frentzen |                                     |
| 2004   | Sauber Petronas           | Sauber C23 | Petronas 04A        | B    | 34    | 6:a      |     | Giancarlo Fisichella             |     | Felipe Massa          |                                     |
| 2005   | Sauber Petronas           | Sauber C24 | Petronas 05A        | M    | 20    | 8:a      |     | Jacques Villeneuve               |     | Felipe Massa          |                                     |
| 2010   | BMW Sauber F1 Team        | Sauber C29 | Ferrari V8 Type 056 | B    | 44    | 8:a      |     | Pedro de la Rosa · Nick Heidfeld |     | Kamui Kobayashi       |                                     |
| 2011   | Sauber Motorsport         | Sauber C30 | Ferrari 056         | P    | 44    | 7:a      |     | Kamui Kobayashi                  |     | Sergio Pérez          | Pedro de la Rosa                    |
| 2012   | Sauber F1 Team            | Sauber C31 | Ferrari V8 Type 056 | P    | 126   | 6:a      |     | Kamui Kobayashi                  |     | Sergio Pérez          |                                     |
| 2013   | Sauber F1 Team            | Sauber C32 | Ferrari Type 056    | P    | 57    | 7:a      |     | Nico Hülkenberg                  |     | Esteban Gutiérrez     |                                     |
| 2014   | Sauber F1 Team            | Sauber C33 | Ferrari 059/3       | P    | 0     | 10:a     |     | Adrian Sutil                     |     | Esteban Gutiérrez     |                                     |
| 2015   | Sauber F1 Team            | Sauber C34 | Ferrari 060         | P    | 36    | 8:a      |     | Marcus Ericsson                  |     | Felipe Nasr           |                                     |
| 2016   | Sauber F1 Team            | Sauber C35 | Ferrari 061         | P    | 2     | 10:a     |     | Marcus Ericsson                  |     | Felipe Nasr           |                                     |
| 2017   | Sauber F1 Team            | Sauber C36 | Ferrari 061         | P    | 5     | 10:a     |     | Marcus Ericsson                  |     | Pascal Wehrlein       | Antonio Giovinazzi                  |
| 2018   | Alfa Romeo Sauber F1 Team | Sauber C37 | Ferrari 063         | P    | 48    | 8:a      |     | Marcus Ericsson                  |     | Charles Leclerc       |                                     |
| 2024   | Stake F1 Team Kick Sauber |            | Ferrari V6 turbo    | P    | 4     | 10:a     | 77. | Valtteri Bottas                  | 24. | Zhou Guanyu           |                                     |
| 2025   | Stake F1 Team Kick Sauber |            | Ferrari V6 turbo    | P    | 41    | 6:a      | 27. | Nico Hülkenberg                  | 5.  | Gabriel Bortoleto     |                                     |

| \| 1. Kina 2012 2. Monaco 2012 3. Spanien 2013 \| |
|                                                   |
| 1. Kina 2012 2. Monaco 2012 3. Spanien 2013       |

## Organisation

### Ledande befattningar
Ett urval av de ledande positionerna inom stallet.
| Position                  |                | Namn              |
| ------------------------- | -------------- | ----------------- |
| Stallchef                 | Storbritannien | Jonathan Wheatley |
| CTO/COO                   | Italien        | Mattia Binotto    |
| Teknisk direktör          | Storbritannien | James Key         |
| Raceingenjör (Bortoleto)  | Spanien        | Jose Manuel López |
| Raceingenjör (Hülkenberg) |                | Steven Petrik     |